# Афганистан на летних Олимпийских играх 2012
Афганистан принимал участие в летних Олимпийских играх 2012 года, которые проходили в Лондоне (Великобритания) с 27 июля по 12 августа, где его представляли 6 спортсменов в четырёх видах спорта. На церемонии открытия Олимпийских игр флаг Афганистана нёс знаменитый тхэквондист Несар Ахмад Бахави, а на церемонии закрытия — бронзовый призёр Олимпийских игр в Лондоне Рохулла Никпай.
На летних Олимпийских играх 2012 Афганистан повторил результат успешных предыдущих игр — было завоёвана одна бронзовая медаль. Медаль вновь завоевал Рохулла Никпай, занявший третье место в категории до 68 кг. В неофициальном медальном зачёте Афганистан занял 79-е место.

## Медали
| Бронза |                |                               |           |
| №      | Спортсмены     | Вид спорта (дисциплина)       | Дата      |
| 1      | Рохулла Никпай | Тхэквондо (мужчины, до 68 кг) | 9 августа |

## Состав и результаты

### Бокс
Мужчины
| Соревнование | Спортсмены    | 1/16 финала         | 1/8 финала           | Четвертьфинал        | Полуфинал            | Финал                | Место |
| Соревнование | Спортсмены    | Соперник Результат  | Соперник Результат   | Соперник Результат   | Соперник Результат   | Соперник Результат   | Место |
| ------------ | ------------- | ------------------- | -------------------- | -------------------- | -------------------- | -------------------- | ----- |
| до 52 кг     | Аджмал Фейсал | FRAН. Убаали П 9:22 | Завершил выступление | Завершил выступление | Завершил выступление | Завершил выступление | 17    |

### Дзюдо
Мужчины
| Соревнование | Спортсмены      | 1/32 финала               | 1/16 финала          | 1/8 финала           | Четвертьфинал        | Полуфинал            | Финал                | Место |
| Соревнование | Спортсмены      | Соперник Результат        | Соперник Результат   | Соперник Результат   | Соперник Результат   | Соперник Результат   | Соперник Результат   | Место |
| ------------ | --------------- | ------------------------- | -------------------- | -------------------- | -------------------- | -------------------- | -------------------- | ----- |
| до 66 кг     | Аджмал Фаиззада | HUNМ. Унгвари П 0000:0100 | Завершил выступление | Завершил выступление | Завершил выступление | Завершил выступление | Завершил выступление | 33    |

### Лёгкая атлетика
Мужчины
Беговые виды
| Соревнование | Спортсмены  | Отборочный раунд | Отборочный раунд | Отборочный раунд | Четвертьфинал        | Четвертьфинал        | Четвертьфинал        | Полуфинал            | Полуфинал            | Полуфинал            | Финал                | Финал                |
| Соревнование | Спортсмены  | Забег            | Результат        | Место            | Забег                | Результат            | Место                | Забег                | Результат            | Место                | Результат            | Место                |
| ------------ | ----------- | ---------------- | ---------------- | ---------------- | -------------------- | -------------------- | -------------------- | -------------------- | -------------------- | -------------------- | -------------------- | -------------------- |
| 100 метров   | Масуд Азизи | 4                | 11,19            | 6                | Завершил выступление | Завершил выступление | Завершил выступление | Завершил выступление | Завершил выступление | Завершил выступление | Завершил выступление | Завершил выступление |

Женщины
Беговые виды
| Соревнование | Спортсмены        | Отборочный раунд | Отборочный раунд | Отборочный раунд | Четвертьфинал         | Четвертьфинал         | Четвертьфинал         | Полуфинал             | Полуфинал             | Полуфинал             | Финал                 | Финал                 |
| Соревнование | Спортсмены        | Забег            | Результат        | Место            | Забег                 | Результат             | Место                 | Забег                 | Результат             | Место                 | Результат             | Место                 |
| ------------ | ----------------- | ---------------- | ---------------- | ---------------- | --------------------- | --------------------- | --------------------- | --------------------- | --------------------- | --------------------- | --------------------- | --------------------- |
| 100 метров   | Тахмина Кохистани | 4                | 14,42            | 9                | Завершила выступление | Завершила выступление | Завершила выступление | Завершила выступление | Завершила выступление | Завершила выступление | Завершила выступление | Завершила выступление |

### Тхэквондо
Мужчины
| Соревнование | Спортсмены         | 1/8 финала             | Четвертьфинал                | Полуфинал          | Утешительный раунд     | Утешительный раунд    | Финал                | Место |
| Соревнование | Спортсмены         | 1/8 финала             | Четвертьфинал                | Полуфинал          | Первый раунд           | Бой за 3-е место      | Финал                | Место |
| Соревнование | Спортсмены         | Соперник Результат     | Соперник Результат           | Соперник Результат | Соперник Результат     | Соперник Результат    | Соперник Результат   | Место |
| ------------ | ------------------ | ---------------------- | ---------------------------- | ------------------ | ---------------------- | --------------------- | -------------------- | ----- |
| до 68 кг     | Рохулла Никпай     | POLМ. Лоневский В 12:5 | IRIМ. Б. Мотамед П 4:5 (SUD) | Не участвовал      | CAFД. Буи В 14:2 (PTG) | GBRМ. Стампер В 5:3   | Завершил выступление | 3     |
| до 80 кг     | Несар Ахмад Бахави | MARИ. Шернуби В 4:3    | ARGС. Крисманич П 8:9        | Не участвовал      | NZLВ. Скотт В 11:6     | ITAМ. Сармьенто П 0:4 | Завершил выступление | 5     |